# Moricandia
Moricandia W.T.Aiton – rodzaj roślin z rodziny kapustowatych. Obejmuje 8 gatunków. Rośliny te występują w basenie Morza Środziemnego – w południowej Europie (trzy gatunki), północnej Afryce, południowo-zachodniej Azji (na wschodzie po Pakistan). Introdukowane rosną w Niemczech i Japonii. Bywają uprawiane jako ozdobne. 

## Morfologia
PokrójNagie byliny i rośliny roczne, rzadziej i z nielicznymi włoskami pojedynczymi i gruczołowatymi. Łodygi prosto wzniesione i rozgałęzione.
LiściePojedyncze, nieco mięsiste, sinawe, jajowate, siedzące i obejmujące łodygę.
KwiatyDość okazałe, zebrane w luźne grona, osadzone na krótkich szypułkach. Działki kielicha cztery, nierówne, wewnętrzna para jest workowato rozdęta u nasady. Płatki korony cztery, dwa razy dłuższe od działek, z długim paznokciem. Pręcików 6, na nitkach równowąskich, z wąskimi i zaostrzonymi pylnikami. Zalążnia walcowata z licznymi zalążkami, z bardzo krótkim dzióbkiem i rozwidlonym znamieniem.
OwoceRównowąskie, spłaszczone, nieco kanciaste i wielonasienne łuszczyny. Nasiona drobne, elipsoidalne, brązowe.

## Systematyka
Rodzaj roślin z plemienia Brassiceae w obrębie rodziny kapustowatych Brassicaceae.
Wykaz gatunków
- Moricandia arvensis (L.) DC.
- Moricandia foetida Bourg. ex Coss.
- Moricandia moricandioides (Boiss.) Heywood
- Moricandia nitens (Viv.) E.A.Durand & Barratte
- Moricandia rytidocarpoides Lorite, Perfectti, J.M.Gómez, Gonz.-Megías & Abdelaziz
- Moricandia sinaica (Boiss.) Boiss.
- Moricandia spinosa Pomel
- Moricandia suffruticosa (Desf.) Coss. & Durieu